# Partido da Razão
O Partido da Razão (Partei der Vernunft (pdv) em alemão) é um partido político alemão fundado em 2009. A sua plataforma eleitoral é baseada em elementos da filosofia libertária.
O pdv principalmente adere à Escola austríaca da economia e favorece um estado abaixo reduzido que se afeta pela descentralização e subsidiariedade.

## Resultados eleitorais e assentos
Em 2011, o pdv participou nas eleições locais na Baixa Saxônia, e consegui um assento no parlamento de Flecken Harsefeld, dois assentos no parlamento de municipalidade coletivo de Samtgemeinde Harsefeld e além disso um no parlamento local de Bremervörde.
A sua primeira participação em eleições estatais alemãs foi na Renânia do Norte-Vestfália no dia 13 de maio de 2012, mas não foi capaz de segurar qualquer assento no Landtag.
Harald Ebert, membro da câmara municipal de Erding, e antigo membro do Partido Democrático Liberal (FDP), juntou-se ao pdv em 2012.